# Barefoot Foundation
Barefoot Foundation (Pies Descalzos Foundation) er en colombiansk ngofond stiftet at sangerinden Shakira i 1997 med det formål at hjælpe fattige og forarmede børn.
Pies Descalzos formål: "The Barefoot Foundation arbejder for at sikre, at alle colombianske børn får ret til en uddannelse af høj kvalitet. Vores målgruppe er fordrevne og sårbare samfund samt at tage deres hensyn til deres særlige behov."
Fondens primære fokus er bistand til uddannelse, organisationen har fem skoler i hele Colombia, der giver undervisning og måltider til 4000 børn.